# Веррейт, Якоб
Якоб (Жан) Веррейт (нидерл. Jacob Verreyt;16 июня 1807, Антверпен — 17 декабря 1872, Бонн, Пруссия) — бельгийский художник.

## Биография
Родился в 1807 году в Антверпене во фламандской семье столяра. Окончил Академию художеств родного города, где учился у Никеза де Кейзера. Впервые выставил свои картины в 1828 году на Антверпенском салоне. В 1836 году на Брюссельском салоне завоевал бронзовую медаль. В этот период творчества выставлялся также в Генте и во французском городе Дуэ. 
В 1841 году переехал в Германию. Сначала жил в Кёльне, а с 1853 года — в Бонне. Был женат на немке Каролине Эрнестине Молль, уроженке Кёльна. В 1840-е годы регулярно отправлял свои работы на выставки в Нидерланды — в Амстердам, Гаагу и Роттердам.
Писал портреты, жанровые сцены и пейзажи; особенную известность среди современников завоевал ночными пейзажами, один из которых критик Луи Жозеф Альвен описал, как лучший ночной пейзаж на Брюссельском салоне соответствующего года. Работал как маслом, так и акварелью.
Скончался Веррейт в 1872 году в Бонне. 

### Галерея

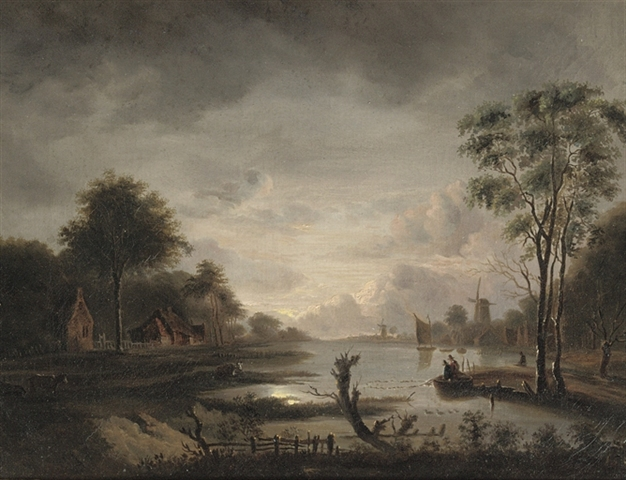
Рыбалка в сумерках
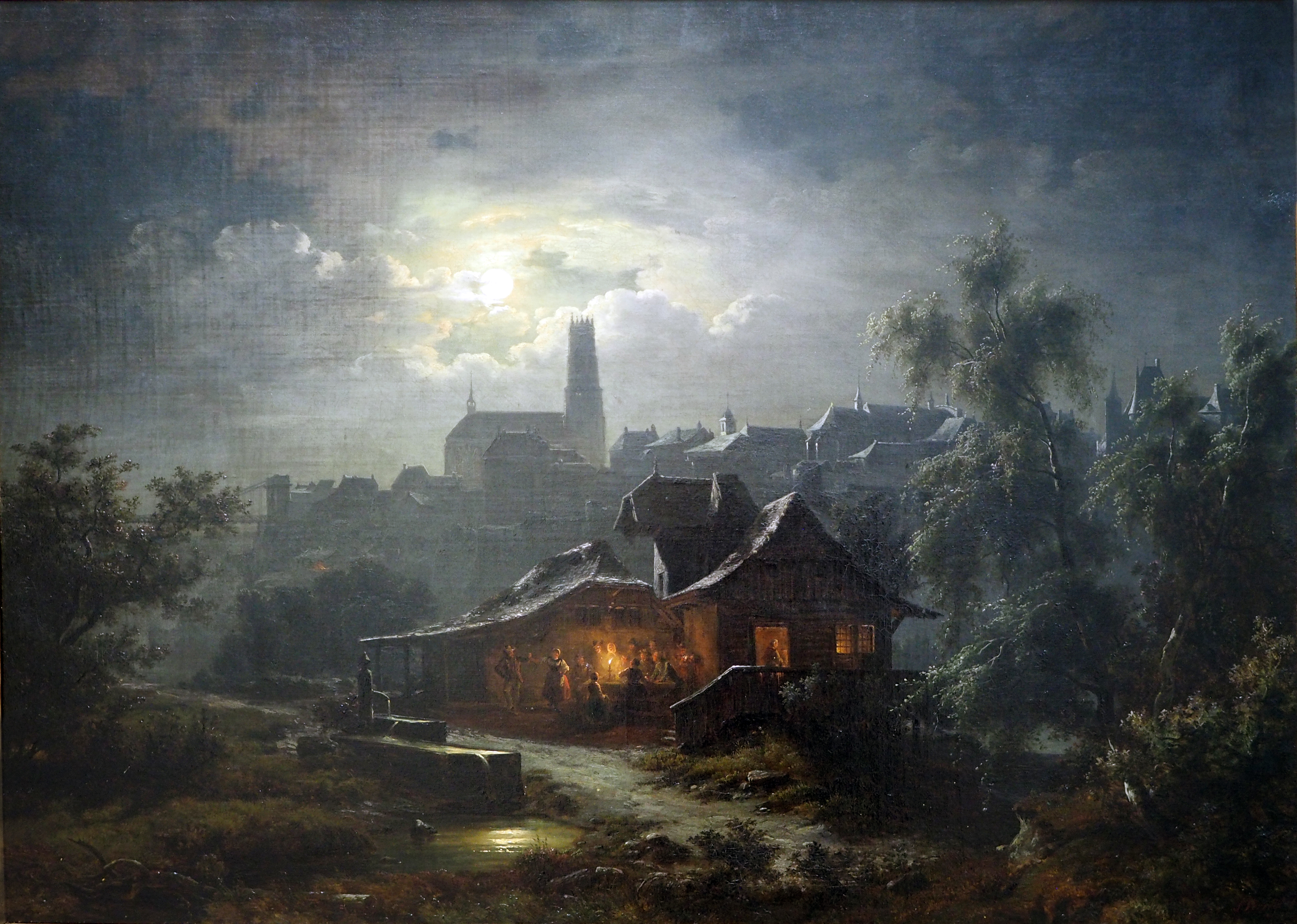
Ночной пейзаж с рекой, Музей искусств и истории Ростока, Германия
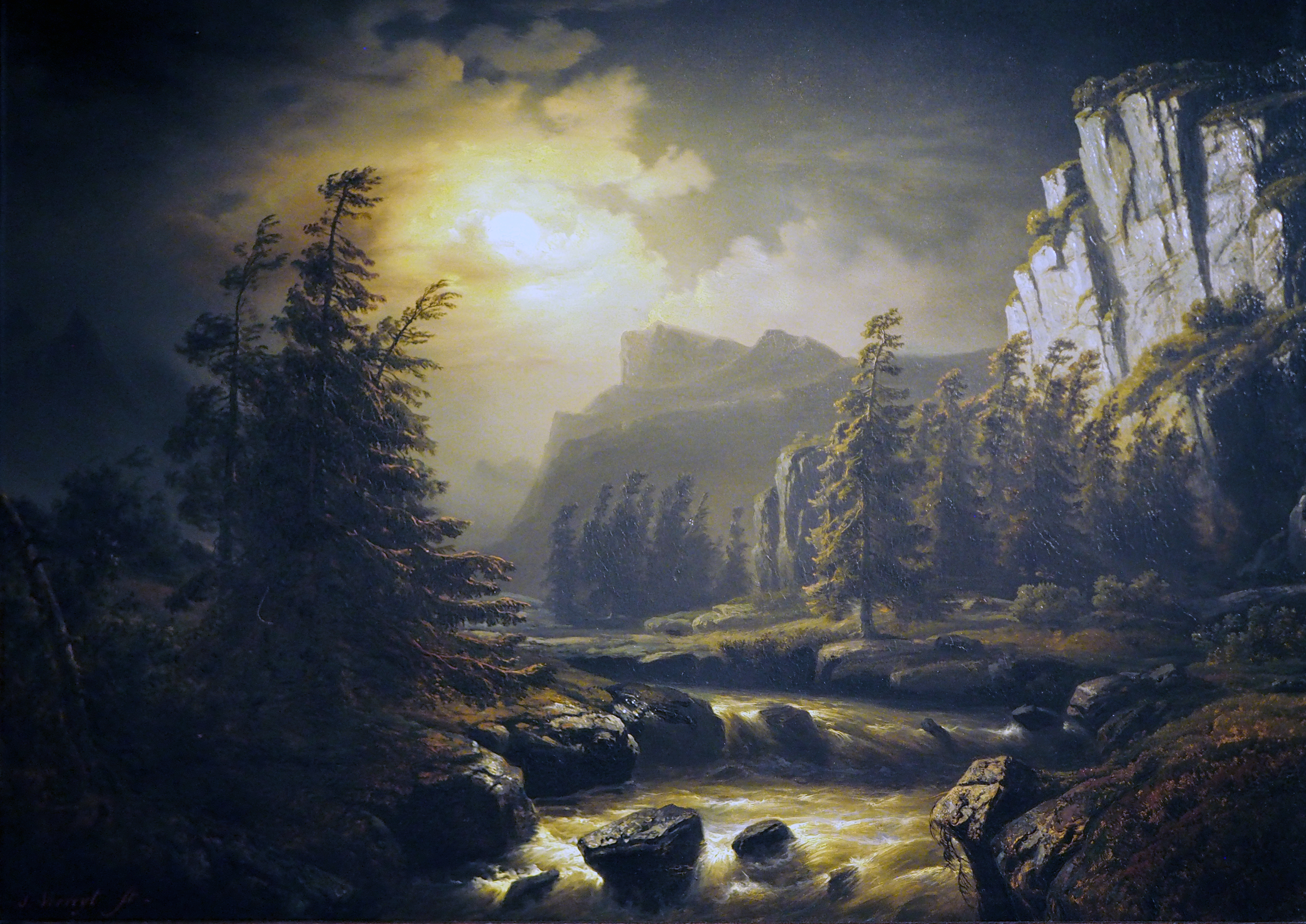
Лунный пейзаж, Музей искусств и истории Ростока.
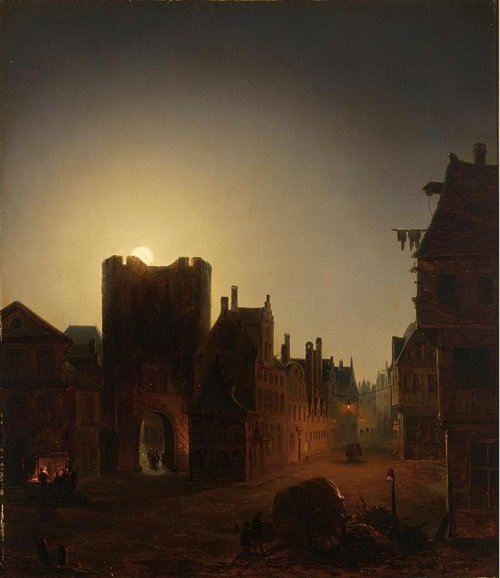
Улица в лунным свете.
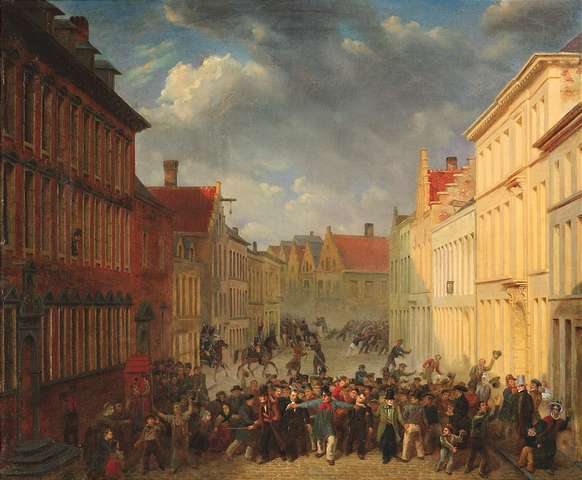
Арест оранжистов в Антверпене в 1833 году
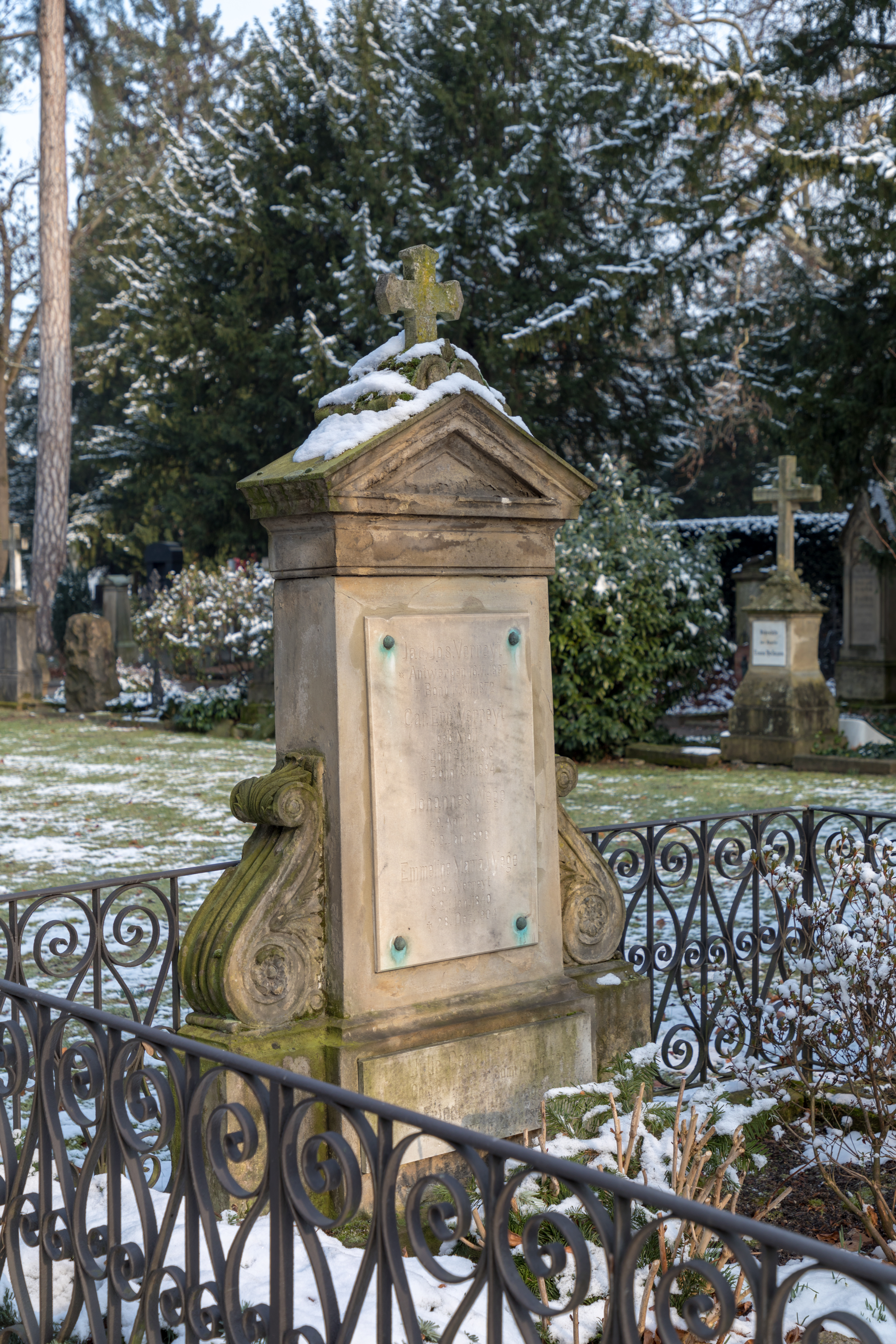
Могила художника в Бонне, на Старом кладбище.